# ハートブレイク スナイパー
「 ハートブレイク スナイパー 」は、内田有紀の楽曲・9枚目のシングル。1998年9月23日発売。発売元はキングレコード。

## 内容
「Da.i.su.ki.」から1年4ヶ月ぶりのシングルである「ハートブレイク スナイパー」は、ジャストシステム「一太郎9」CMソング。
当初hideが楽曲制作・プロデュースを行う予定だったが多忙により辞退。代役にhide自身がI.N.Aを指名。(hideへのオファーは、彼が急逝する2ヶ月前にされていた)
作詞もhideが行う予定だったが、内田のスケジュールと噛み合わず断念している。
「エルミタージュの砂漠」はオリジナル・ベスト共にアルバム未収録。

## 収録曲
全作詞:森雪之丞、作曲・編曲：I.N.A
1. ハートブレイク スナイパー
2. エルミタージュの砂漠
3. ハートブレイク スナイパー（カラオケ）

## 収録アルバム
- ベスト『内田有紀 パーフェクト・ベスト』（#1）